# Лев Виготски
Лев Симеонович Виготски (на руски: Лев Семёнович Выготский) е сред тримата най-влиятелни руски психолози наред с Александър Лурия и Сергей Рубинщайн. Смятан е за баща на културно-историческата школа в психологията и е лидер на кръга Виготски.

## Биография
Роден е на 17 ноември 1896 година в Орша, Беларус, Руската империя. Завършва гимназия в Гомел със златен медал и постъпва в Юридическия факултет на Московския държавен университет, а малко по-късно започва да учи и в Университета „Шанявски“. През 1917 завършва и се завръща като учител по литература, естетика, история на изкуството, логика и психология. Организира лаборатория по психология към педагогическото училище и провежда в нея многобройни изследвания. Неговите интереси са главно в насока на психология на развитието, философия на психологията и теоретична психология.
Умира на 11 юни 1934 година в Москва на 37-годишна възраст.

## Научна дейност
Виготски защитава съществуването и развитието на психологията като самостоятелна наука – наука за психиката и съзнанието. Опитва се да създаде хипотеза за произхода и природата на съзнанието. Провежда изследвания по психология на естетическото въздействие на литературните произведения, анализирайки „Хамлет“ и малките литературни форми (новели, басни). Вниманието на Виготски е фокусирано върху това как готовото литературно художествено произведение влияе върху човека и преди всичко върху неговия емоционален живот. Той смята, че произведенията на изкуството са обществени оръдия, чрез които се извършва претопяване на емоциите и превръщането им в специфична сфера на индивидуалния човешки живот. Разглеждайки висшите психични процеси (преднамереното внимание, преднамерената и логическата памет, мисленето с понятие), Виготски определя като неразложима по-нататък единица на опосредстваните форми за поведение знаковата операция. Той формулира основен закон на формиране на специфичните за човека висши психични процеси, според който всяка висша, чисто човешка психическа функция, първоначално съществува във външна интерпсихична форма и едва по-късно, в специфичния процес на интериоризацията, се превръща в индивидуална интрапсихична.
Виготски обръща голямо внимание и на обучението. Според него обучението и развитието не са два независими процеса или един и същи процес, а между тях съществуват сложни отношения. Обучението е най-плодотворно само тогава, когато протича в границите на даден период (сензитивен период), определян от зоната на най-близкото развитие. Сензитивните периоди съвпадат с така наречените от Виготски оптимални срокове за обучение. Знаменателна е фразата му, че една крачка в обучението може да означава сто крачки в развитието.

## Текстове онлайн
На английски
- Lev Vygotsky archive @ marxists.org: всички главни произведения

На руски
- Психология на изкуството Архив на оригинала от 2012-03-09 в Wayback Machine. (1922)
- Съзнанието като проблем на психологията на поведението (1924/5)
- Историческия смисъл на психологическата криза (1927)
- Проблема за културното развитие на детето (1928)
- Оръдието и знака в развитието на детето (1930)
- История на развитието на висшите психични функции (1931)
- Лекции по психология (1. Възприятие; 2. Памет; 3. Мислене; 4. Емоции; 5. Въображение; 6. Въпроса за волята) (1932)
- Въпроса за развитието и разпада на висшите психични функции (1934)
- Мислене и реч (idem, idem Архив на оригинала от 2007-01-05 в Wayback Machine., idem) (1934)
- Конкретна психология на човека